# Wierzbowo (powiat mrągowski)
Wierzbowo (niem. Wiersbau, 1938–1945 Lockwinnen) – wieś w Polsce położona w województwie warmińsko-mazurskim, w powiecie mrągowskim, w gminie Mrągowo nad rzeką Dajna. W latach 1975–1998 miejscowość należała administracyjnie do województwa olsztyńskiego.

## Historia
Wieś lokowana w 1470 r. na 20 łanach na prawie chełmińskim. Wieś powstała na dawnym obozowisku zniszczonego przez krzyżaków, Litwinów, a nawet Polaków, plemienia Galindiów. Dokument wystawił zarządca szestneński Fritz Locwin, w przywileju wyraźnie podkreślono, że włóki te zostają nadane Polakom (für Polen in Wirsbau), czyli osadnikom z Mazowsza zwerbowanym przez urzędników w Szestnie. czyli. Była to wieś służebna z powinnością służby konnej w zbroi. W późniejszych latach majątek ziemski w Wierzbowie należał do rodziny Wildenau. W 1528 r. jako dobro lenne Wierzbowo znalazło się w posiadaniu Engela stach von Goltzheim, które otrzymał w drodze rekompensaty za swą służbę. Jego synowie dokupili jeszcze cztery łany od Tomasza Richtera, powiększając areał wsi do 24 łanów. Trzecią część obszaru wsi stanowiły lasy. 
Przed 1740 r. powstała we wsi szkoła. W 1766 r. uczyło się w tej szkle 16 dzieci. W 1785 r. w Wierzbowie było 19 domów. W tym okresie wieś była w posiadaniu rodziny szlacheckiej Rogali-Biebersteinów. W 1815 r., Wierzbowo liczyło 19 domów i 130 mieszkańców. W 1818 r. w tutejszej szkole uczyło się 28 uczniów a nauczycielem był Krzysztof Kühn. Według danych z 1823 r. był tu majątek szlachecki (najpewniej folwark). Po separacji gruntów i uwłaszczeniu w 1838 r. we wsi były 24 domy z 221 mieszkańcami, a w 1849 r. "majątek i wieś" liczyły łącznie 21 budynków mieszkalnych i 205 mieszkańców. Później majątek uległ parcelacji. W dniu 30 września 1898 r. oddano do użytku przystanek kolei w Wierzbowie, na linii Czerwonka -Mrągowo-Ruciane. 
Zabudowa wsi przybrała kształt nieregularnego skupiska blisko Jeziora Wierzbowskiego. W okolicy przeważała wierzba i od tego zadrzewienia mieszkańcy nadali wsi nazwę, która później przyjęła się w dokumentach w Szestnie. 
W 1928 r. sama wieś chłopska liczyła 304 mieszkańców. W 1928 r. do granic administracyjnych Wierzbowa włączono folwark Bieberstein (od 1945 r. samodzielna osada pod nazwą Wólka Baranowska). W 1935 r. istniała tu dwuklasowa szkoła, do której uczęszczało 73 dzieci. W tym czasie Wierzbowo należało do parafii ewangelickiej w Mrągowie. W 1938 r. ówczesne władze niemieckie, w ramach szeroko zakrojonej akcji germanizacyjnej, zmieniły urzędową nazwę wsi z Wiersbau na Lockwimien. W 1939 r. było we wsi 281 mieszkańców. Na obszarze wiejskim znajdowały się 72 gospodarstwa domowe, w tym rolnicze, z których 12 miało wielkość w granicach 10-20 ha, 10 w granicach 20-100 ha jedno ponad 100 ha.
Oprócz hodowli zwierząt mieszkańcy Wierzbowa zajmowali się uprawą lnu i konopi. Tkali bardzo delikatne niebarwione płutna (kurzele), które sprzedawali na okolicznych targach. Sprzedawali również olej, a w latach 1812-1914 przestawili się na hodowlę owiec kożuchówek na wełnę i skórki. Produkowali bandaże do wielokrotnego użytku i sprzedawali za pośrednictwem aptek w Mrągowie i Kętrzynie. Była tu też nawet zawodowa grupa wędkarzy, którzy sprzedawali ryby nawet po całej Polsce. 

W Wierzbowie działał również słynny warsztat stolarski, który produkował krosna, kołowrotki, masłobojki i drewniane brony. Prawie w każdej rodzinie były warsztaty: stolarskie, szewskie i inne. Wierzbowo było uwielbiane przez zamażonych kupców i wojskowych z Mrągowa. Już w okresie międzywojennym stawiano tam małe zabudowania przeznaczone dla gości. W okresie międzywojennym wierzbowskimi terenami interesowali się archeolodzy z Królewca, penetrując pobliskie kurhany i stare kanały, z których wydobywali żelazne dzidy i prymitywną broń.